# Friedrich Hamm

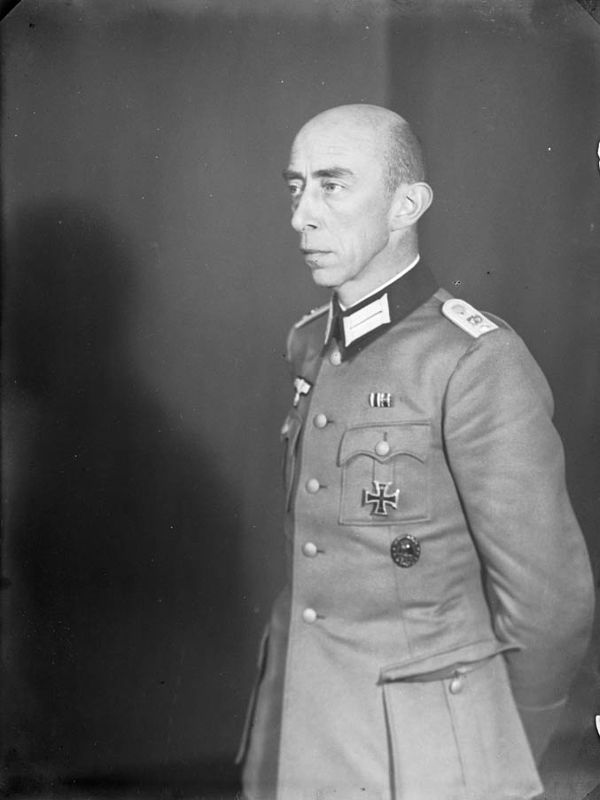
Hamm in Wehrmachtsuniform in der Reihe der „Museums-Personal-Bilder“ des Niedersächsischen Landesmuseums Hannover; um 1940

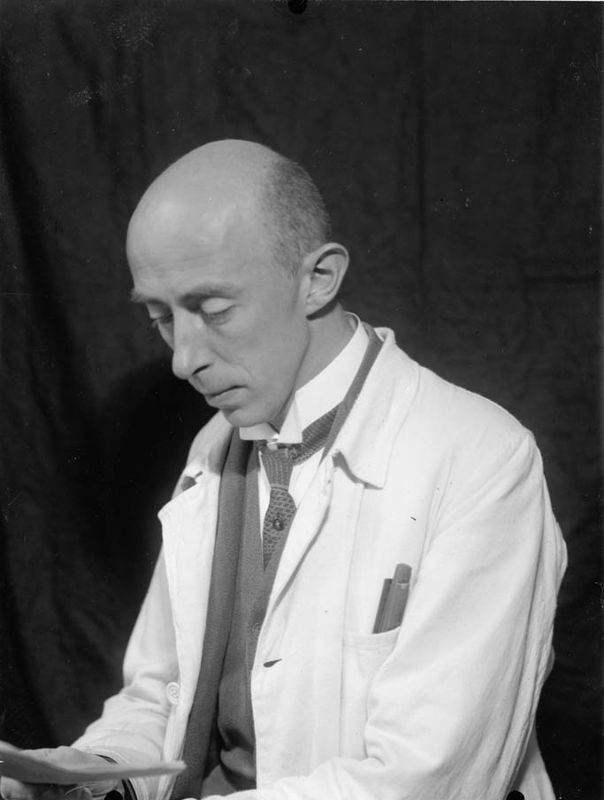
Friedrich Hamm (1924)

Friedrich Hamm, auch Fritz Hamm (geboren am 12. April 1891 in Osnabrück; gestorben am 4. Juli 1972 in Hannover), war ein deutscher Geologe sowie Natur- und Landeskundeforscher in Niedersachsen.

## Leben

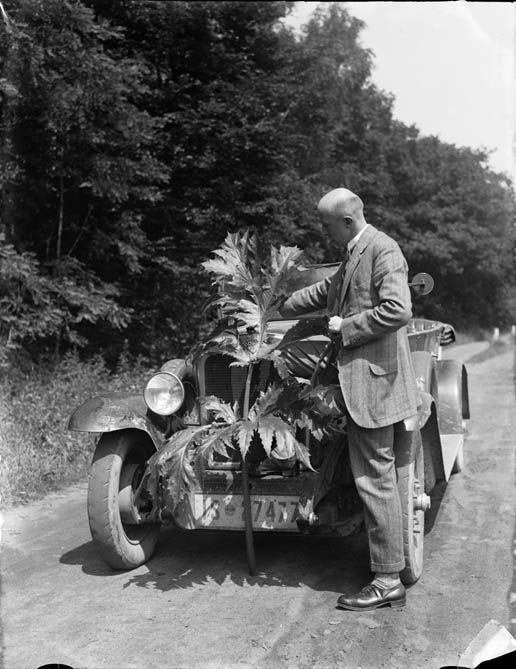
Friedrich Hamm mit einem Bärenklau vor einem Auto

Nach dem Abitur am Osnabrücker Carolinum studierte Hamm an der Universität  Heidelberg Geologie, Mineralogie und Zoologie und wurde dort bei Wilhelm Salomon-Calvi mit einer geologischen Kartierung des Dallau-Gebietes im Nordosten des Odenwaldes promoviert. Er arbeitete von 1922 bis zu seinem Ruhestand 1956 im Provinzialmuseum in Hannover, dem späteren Niedersächsischen Landesmuseum Hannover. Dort wirkte er in der Naturkunde-Abteilung, die er zuletzt leitete. Er schuf dort eine geologische Schausammlung und war entscheidend beteiligt an der Einrichtung der naturkundlichen Abteilungen vieler niedersächsischer Museen. Er hielt viele Führungen, Exkursionen und Vorträge im Naturwissenschaftlichen Verein in seiner Heimatstadt Osnabrück. 1956 erschien die Naturkundliche Chronik Nordwestdeutschlands. Hamm veröffentlichte zahlreiche Beiträge zur Geologie des Osnabrücker Landes.

## Schriften (Auswahl)
Siehe Dirk Meyer: Bibliographie Friedrich Hamm. In: Berichte der Naturhistorischen Gesellschaft Hannover 128, 1985, S. 261–271 (zobodat.at [PDF]).

### Monographien
- Über die drohende Bodenaustrocknung Deutschlands ( = Sonderdruck aus Mitteilungen der Provinzialstelle für Naturdenkmalpflege Hannover, Heft 1). Lax, Hildesheim 1928
- Schriften zur Landeskunde, Heimatkunde und Naturkunde in Niedersachsen. Sammlung von diversen Sonderdrucken, Hannover 1928
- Erdgeschichte der Heimat. Ein Führer durch die erdgeschichtliche Sammlung des Northeimer Heimatmuseums ( = Heimatblätter für Northeim und Umgebung, Bd. 5), Northeim 1931
- Erdgeschichtliche Heimatkunde des Kreises Bersenbrück und seiner Umgebung. Kleinert, Quakenbrück 1934
- Einführung in Niedersachsens Erdgeschichte, mit 141 Abbildungen, Lax, Hildesheim u. a. 1938
- Führer durch die erdgeschichtliche Sammlung des Niedersächsischen Landes-Museums zu Hannover, Heft 1: Mineral-, Gesteins- und Versteinerungskunde, Hannover 1945
- Karl Hermann Jacob-Friesen, Fritz Hamm: Die Altsteinzeitfunde aus dem Leinetal bei Hannover ( = Veröffentlichungen der Urgeschichtlichen Sammlungen des Landesmuseums zu Hannover). Lax, Hildesheim 1949
- Niedersachsen im Wandel alluvialer Klimaschwankungen ( = Beitraege zur Naturkunde Niedersachsens, Band 4). Pagenkaemper, Hannover 1951
- Erdgeschichtliches Geschehen rund um Hannover. Norddeutsche Verlagsanstalt, Hannover 1952
- Naturkundliche Chronik Nordwestdeutschlands . Landbuch-Verlag, Hannover 1956; 3. Auflage 1989, ISBN 3-7842-0124-5.

### Aufsätze
- Aus der Heide verschwundene Kleinode, Aufsatz zur Perlenfischerei in der Heide, in: Heimatland. Zeitschrift für Heimatkunde, Naturschutz, Kulturpflege   1969, Heft 6, S. 294–297
- Schmucksteine aus den Weserbergen, in: Niedersachsen. Zeitschrift für Kultur, Geschichte, Heimat und Natur seit 1895 Jg. 62 (1962), Heft 4, S. 172–179